# Brokesie krátkoocasá
Brokesie krátkoocasá (Rieppeleon brevicaudatus), dříve Rhampholeon brevicaudatus, je malý chameleon česky označovaný též jako chameleonek krátkoocasý. Zástupci podčeledi brokesie (Brookesiinae) jsou malého vzrůstu, s trnitými dlaněmi a dvojklanými drápky. Jejich domovem je Afrika.

## Výskyt
Brokesie krátkoocasá obývá nejnižší patro křovinatých a travnatých savan východoafrického pobřeží, především v Tanzanii a Keni. Často jej lze nalézt v trávě, slézá však i na zem, kde ho lze nalézt ve spadaném listí. Průměrné denní teploty této oblasti dosahují 28-32 °C, v noci 21-23 °C. Relativní vlhkost se pohybuje okolo 70 až 80 %.

## Vzhled
Brokesie krátkoocasá dorůstá maximální délky 8 cm. Má velmi krátký, méně chápavý ocásek. Na rozdíl od větších chameleonů není jeho hlava ohraničena límcovými laloky. Barvou i tvarem těla připomínají uschlé listí. Barva je hnědá až šedohnědá – změna barevnosti je pouze omezená, spíše se týká zvýraznění kresby pásu na boku těla, která je patrnější u samců. Poznávacím znakem těchto chameleonků je výrůstek na spodní čelisti.

## Chov
Brokesie krátkoocasé lze chovat celkem bez problémů, a to i více jedinců najednou (kromě přítomnosti dvou samců). Jde o velice klidný a pomalý druh chameleona. Avšak nejde o dlouhožijící tvory. V teráriu chameleonek žije nanejvýše čtyři roky.

### Terárium
Brokesie jsou chováni v teráriích, vzhledem k přírodnímu výskytu nemusí být vysoká. Materiál sklo nebo dřevotřískové desky. Podestýlku tvoří rašelina, písek a suché listí. Prostor je vhodné doplnit větvičkami a květináči s fíkusy. Terárium musí být dobře větrané. Je potřeba často rosit jak kvůli vlhkosti, tak proto, že chameleonci kapičky na listech olizují. Terárium také obsahuje žárovku, která ho osvětluje a vytápí na teplotu 22-25 °C.

### Potrava
Napájení je brokesiím poskytováno rosením rostlin a stěn terária. Hlavní složkou jejich potravy jsou cvrčci o velikosti maximálně kolem 1 cm. Ti mohou být obohaceni obalením v minerálo-vitamínové směsi. Dále je možné chameleonkům dávat menší šváby a hmyz. Podávat krmení stačí obden.

### Rozmnožování
O páření se samci pokouší převážně na jaře. Samičky zahrabávají snůšku vajíček do substrátu přibližně po 45 dnech od oplodnění. Snůšku tvoří 5 až 10 malých vajíček. Ty pak chovatelé vybírají a ukládají do inkubátoru, kde se při teplotě 28 °C po dalších asi 50 dnech líhnou mláďata o velikosti přibližně 2 cm.

## Fotogalerie

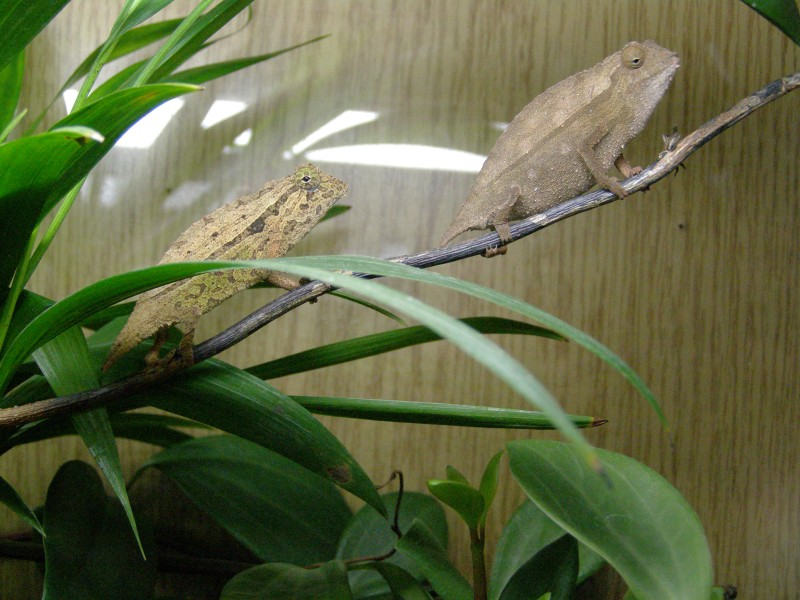
Brokesie krátkoocasá
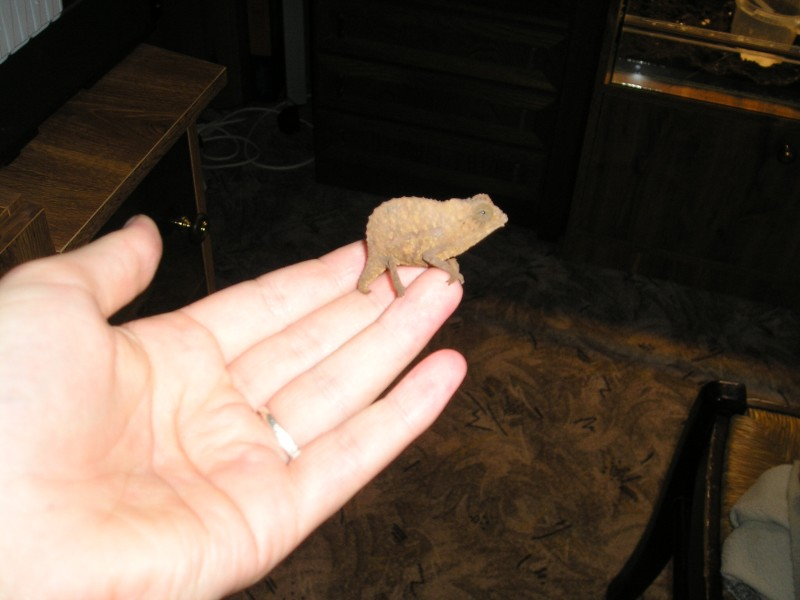
Brokesie krátkoocasá
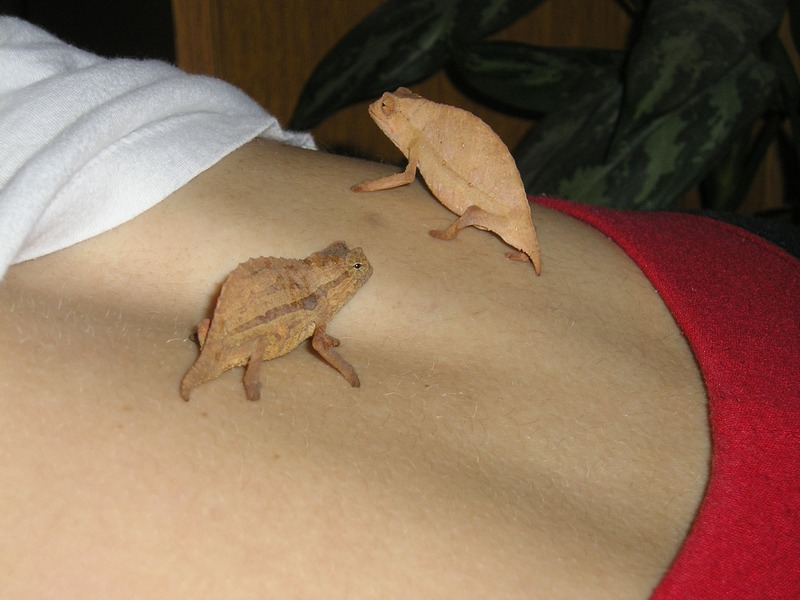
Brokesie krátkoocasá